# اینگلوود (نبراسکا)
اینگلوود(به انگلیسی: Inglewood) شهری در ایالت نبراسکا کشور ایالات متحده آمریکا است که جمعیت آن در سرشماری سال ۲۰۱۰ میلادی، ۳۲۵ نفر بوده‌است.